# John E. Hyten

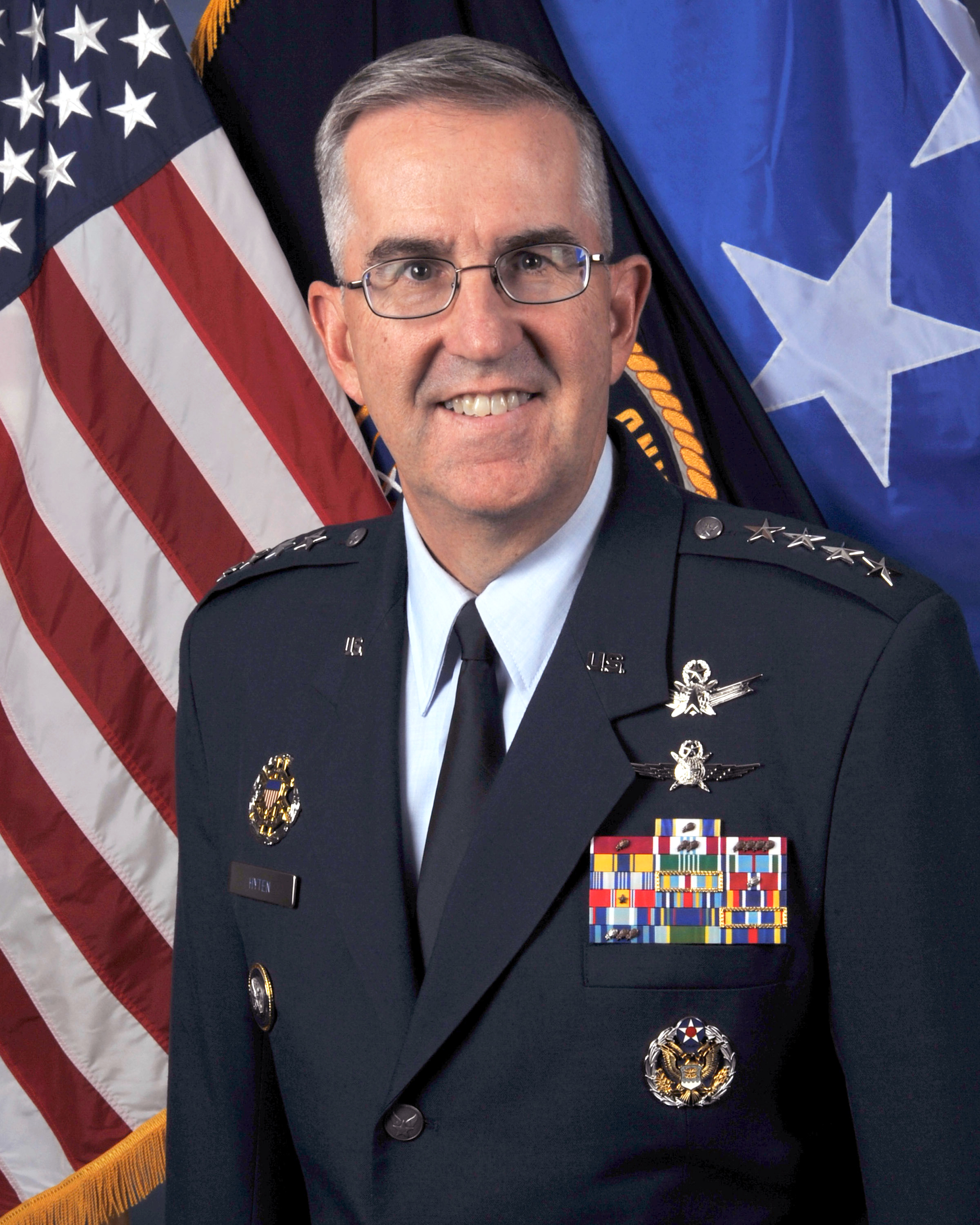
John E. Hyten (2016)

John E. Hyten (* Huntsville, Alabama) ist ein General der United States Air Force (USAF) und war ab dem 3. November 2016 bis zum 18. November 2019 Oberbefehlshaber des United States Strategic Command (USSTRATCOM), einem teilstreitkraftübergreifenden Funktionalkommando der Streitkräfte der Vereinigten Staaten. Vom 21. November 2019 bis 2021 war er stellvertretender Vorsitzender der Joint Chiefs of Staff.
Zuvor diente Hyten von 15. August 2014 als Befehlshaber des Air Force Space Command (AFSPC), einem Hauptkommando der USAF mit Sitz auf der Peterson Air Force Base, Colorado.

## Ausbildung
Hyten schloss 1981 ein Studium in Ingenieurwissenschaften an der Harvard University mit einem Bachelor of Science ab. Seine weitere Ausbildung umfasst unter anderem einen Master of Business Administration von der Auburn University (1985).

## Dienst im Generalsrang
Von Mai 2007 an diente Hyten als Director of Requirements beim AFSPC und wurde in dieser Dienststellung im Oktober 2007 zum Brigadegeneral befördert. Es folgten zwischen September 2009 und Februar 2010 eine halbjährige Verwendung als Director, Cyber and Space Operations, Directorate of Operations and Deputy Chief of Staff for Operations, Plans and Requirements im Hauptquartier der USAF in Washington, D.C. und bis August 2010 als Director, Space Acquisition im Pentagon. Ab September war er Director, Space Programs im Stab des stellvertretenden Secretary of the Air Force, von November 2010 an im Range eines Generalmajors.
Im Mai 2012 wurde Hyten unter Beförderung zum Generalleutnant zunächst zum stellvertretenden Befehlshaber des AFSPC berufen, am 11. März 2014 nominierte ihn US-Präsident Barack Obama dann für die Nachfolge von William L. Shelton als Befehlshaber des AFSPC. Hyten übernahm das Kommando schließlich am 15. August desselben Jahres, seine Beförderung zum General erfolgte im Rahmen der Kommandoübergabe.

## Beförderungen
| Rang               | Datum             |
| ------------------ | ----------------- |
| Second Lieutenant  | 23. August 1981   |
| First Lieutenant   | 23. August 1983   |
| Captain            | 23. August 1985   |
| Major              | 1. Mai 1993       |
| Lieutenant Colonel | 1. Januar 1997    |
| Colonel            | 1. Juni 2002      |
| Brigadier General  | 1. Oktober 2007   |
| Major General      | 10. November 2010 |
| Lieutenant General | 18. Mai 2012      |
| General            | 15. August 2014   |

## Abzeichen und Auszeichnungen
Auswahl der Dekorationen, sortiert in Anlehnung an die Order of Precedence of Military Awards:
- Joint Chiefs of Staff Badge
- Headquarters Air Force Badge
- Master Space Operations Badge
- Master Cyberspace Operator Badge
- Air Force Distinguished Service Medal
- Legion of Merit mit Eichenlaub
- Defense Meritorious Service Medal mit zweifachem Eichenlaub
- Meritorious Service Medal mit vierfachem Eichenlaub
- Air Force Commendation Medal
- Army Commendation Medal
- Joint Service Achievement Medal
- Air Force Achievement Medal

## Veröffentlichungen
- Hyten, John E.: A Sea of Peace or a Theater of War: Dealing with the Inevitable Conflict in Space. The Program in Arms Control, Disarmament, and International Security Occasional Paper: University of Illinois, 2000. (online verfügbar auf der Webseite der University of Illinois; PDF, 762Kb; Stand: 20. August 2014)
- Hyten, John E.: A Sea of Peace or a Theater of War. Air and Space Power Journal: Air University Press, 2002.
- Hyten, John E. u. Uy, Robert: Moral and Ethical Decisions Regarding Space Warfare. Air and Space Power Journal: Air University Press, 2004. (online verfügbar auf der Webseite des Air and Space Power Journal; Stand: August 2004)